# Dobra (województwo pomorskie)
Dobra (kaszb. Dobrô, Dabrzewò lub Dobrzno, niem. Daber) – wieś sołecka w Polsce położona w województwie pomorskim, w powiecie słupskim, w gminie Dębnica Kaszubska, nad południowym brzegiem jeziora Dobrskiego. W skład sołectwa Dobra wchodzi również miejscowość Dobrzec.

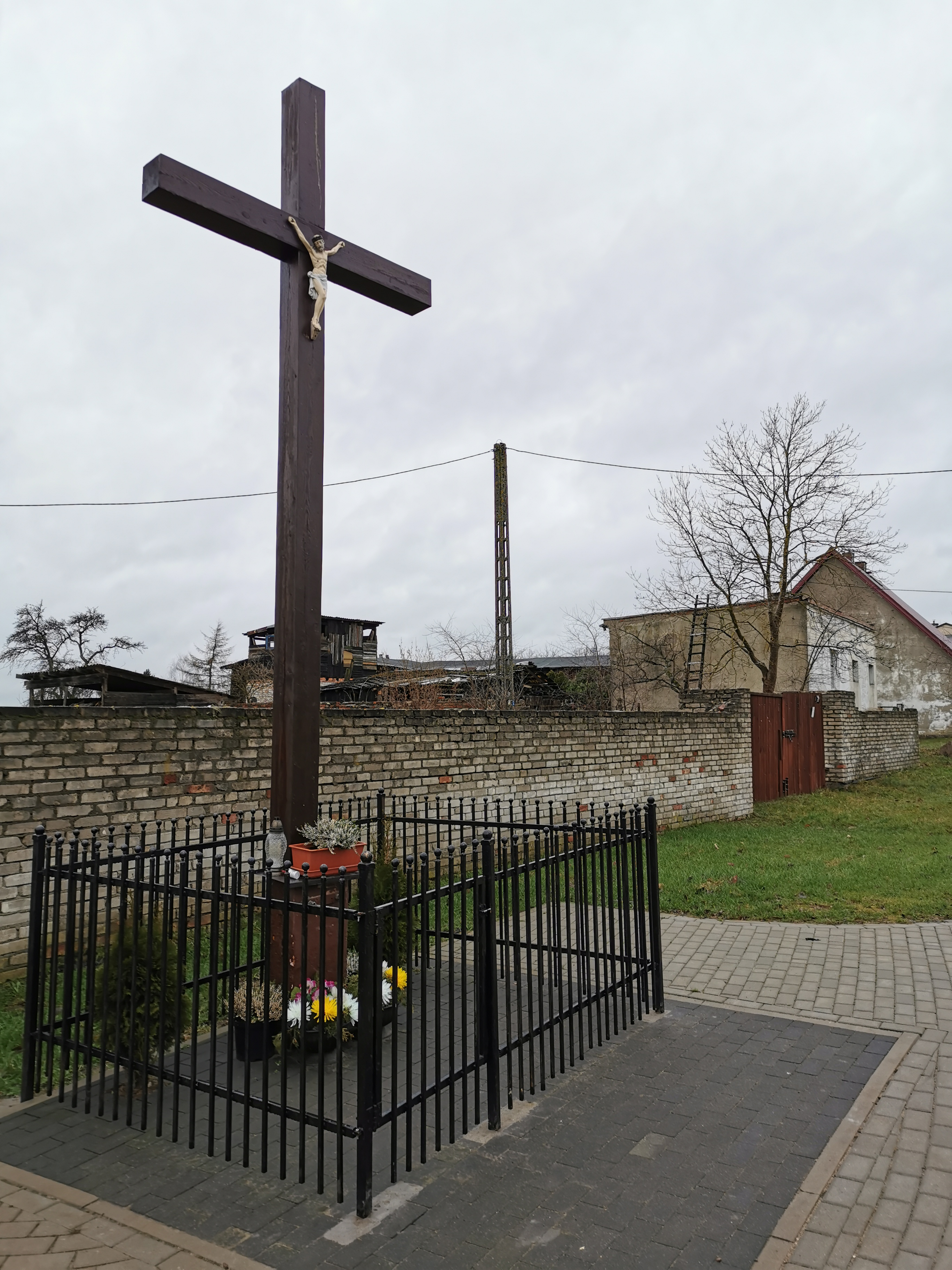
Przydrożny krzyż we wsi Dobra

Na 30 czerwca 2018 liczba mieszkańców wynosiła 116 osób
W latach 1975–1998 miejscowość administracyjnie należała do województwa słupskiego.

## Nazwa
Nazwa miejscowości, wzmiankowana po raz pierwszy w 1485 w formie Daber, ma pochodzenie słowiańskie charakter topograficzny-metaforyczny. Jest przeniesiona z przymiotnika dobra w znaczeniu „dobre miejsce do założenia osady”. Proponowana przez Stanisława Kętrzyńskiego forma Dobrzewo powstała przez dodanie do tego samego rdzenia formantu -ewo. Niemiecka nazwa Daber jest adaptacją fonetyczną pierwotnej nazwy słowiańskiej.
Rada Języka Kaszubskiego proponuje kaszubską formę nazwy Dobrô.

## Cmentarz ewangelicki
W Dobrej, na południe od zabudowań wsi, znajduje się nieczynny cmentarz jej przedwojennych mieszkańców. Został założony na planie trapezu. Pierwotnie był zlokalizowany w otoczeniu pól, obecnie natomiast znajduje się tu las. Choć na materiałach kartograficznych cmentarz wydaje się niewielkim założeniem, to w rzeczywistości jest o około 80% większy. Poszerzenie nastąpiło w 1928 od strony południowej. Informacja o dacie powiększenia znajduje się na kamieniu umieszczonym w ogrodzeniu. Tym samym pochówki w części północnej są znacznie starsze od tych z części południowej. Oprócz tego, że zachowało się czytelne przejście związane z poszerzeniem granic cmentarza, próbę czasu przetrwał także rzędowy układ nagrobków. W jednej z części narożnych założenia jest zlokalizowany rząd kilku kamieni, wskazujących na pochówki wykonane już po zakończeniu II wojny światowej.